# Mort (Marvel Comics)
Pour les articles homonymes, voir Mort (homonymie).
Cet article traite de la personnification de la Mort dans l'univers Marvel. Pour le Cavalier représentant la Mort dans l'univers Marvel, voir les Cavaliers d'Apocalypse (Comics)
La Mort (The « Death » en version originale), aussi connue comme Maîtresse Mort (« Mistress Death ») ou Madame La Morte est une entité cosmique évoluant dans l'univers Marvel de la maison d'édition Marvel Comics. Créé par le scénariste Mike Friedrich et le dessinateur Jim Starlin, le personnage de fiction apparaît pour la première fois dans le comic book Captain Marvel (vol. 1) #26 en juin 1973.
Au sein de l'univers cinématographique Marvel, la Mort est interprétée dans la série Agatha All Along (2024) par l'actrice Aubrey Plaza.

## Historique de la publication et biographie du personnage
Le concept de la mort est évoqué pour la première fois dans les publications Marvel avec le personnage de Human Torch (Jim Hammond) dans le comic book Human Torch Comics #5A en 1941 (alors Timely Comics).
La Mort est représentée pour la première fois en tant que personnage dans Captain Marvel (vol. 1) #26 en juin 1973.
Le personnage apparaît ensuite à partir du no 9 de la série War Is Hell (en) en octobre 1974 et force le soldat John Kowalski à subir un nombre de vies et de morts en tant que punition pour n'avoir rien fait afin d'empêcher l'invasion de la Pologne lors de la Seconde Guerre mondiale. Finalement, la Mort transforme Kowalski en un Aspect de la Mort.
Dans la série Ghost Rider, la Mort se fait passer pour « Le Cavalier de la Mort » (Death Ryder) afin de tester Johnny Blaze, et devient fascinée par le Titan Thanos.
Un scénario élaboré dans un épisode de Captain Marvel présente le plan de Thanos pour conquérir l'univers, déterminé à prouver son amour pour la Mort en détruisant toute vie. Bien que Thanos obtienne l'artefact le Cube cosmique et réussisse à prendre le contrôle de l'univers, la Mort l'abandonne quand ce dernier est battu par la force combinée de Captain Marvel, Drax le Destructeur et les Vengeurs. 
Deux publications annuelles de Marvel représentent Thanos comme essayant de faire « revenir » à lui la Mort (grâce aux Gemmes de l'infini avec lesquelles il planifie d’annihiler chaque étoile dans la galaxie), mais celui-ci est tué dans une bataille finale contre les Vengeurs, Captain Marvel et Adam Warlock. Quand Captain Marvel meurt du cancer, Thanos revient dans une vision et le présente à l'entité Mort. Captain Marvel livre alors volontairement sa vie et rejoint l'entité.
Dans la première série limitée de Marvel, Marvel Super Hero Contest of Champions (en) en 1982 (« Le tournoi des champions » en VF), la Mort accepte de disputer une partie d'un jeu de stratégie avec le Grand Maître, l'un des Doyens de l'univers. Le Grand Maître gagne la partie et la Mort lui fournit le pouvoir (via le Globe d'or de vie) de ressusciter le Collectionneur, un des Doyens de l'univers. C'est alors que la Mort révèle que le Globe d'or est un instrument vide qui doit être actionné par une force vitale égale à celle qui doit être reconstituée. Pour ressusciter le Collectionneur, le Grand Maître sacrifie sa vie et prend la place du Collectionneur dans le Royaume des Morts.
Plus tard, le Collectionneur et le Grand Maître unissent leurs efforts pour amener les Vengeurs aux portes du Royaume de la Mort, distrayant ainsi l'entité et permettant au Grand Maître de s’emparer de la puissance de la Mort, la revendiquant pour son compte. Cependant, les Vengeurs tiennent tête au Grand Maître, ce qui donne l'occasion à la Mort de récupérer son pouvoir. Elle renvoie alors les Vengeurs sur Terre et leur rend la vie, en forme de remerciement. Ensuite, elle refuse d’accueillir désormais les Doyens dans son domaine, ne réalisant pas que cela était précisément l’objectif du Grand Maître après le Tournoi des Champions. À la suite de cet évènement, et en raison des machinations du Grand Maître contre la Mort, lui et les autres Doyens de l'univers ne peuvent pas mourir. 
Dans la série limitée Secret Wars II, l'entité cosmique nommée le Beyonder prend forme humaine et visite la Terre. Il décide de « sauver » l'humanité et, ce faisant, détruit la Mort. Mais il est alors démontré que l'humanité a besoin de la Mort ; le Beyonder décide alors de la recréer.

## Apparence
La Mort ne possède pas de réelle forme physique. Elle assume donc diverses apparences pour modeler l'image qu’elle souhaite donner d’elle-même quand elle doit répondre à l’appel d'un individu qui tente d'entrer en contact avec elle. Ainsi, pour ceux qu’elle souhaite séduire ou qui souhaitent la servir, elle adopte l'apparence d’une magnifique femme. Il lui est également arrivé de revêtir la forme d’autres dieux et déesses de la mort, mais son apparence la plus fréquente est celle, traditionnelle, d’un squelette revêtu d’une robe à capuche qui tient une faux, à l'image de la Grande faucheuse.

## Pouvoirs et capacités
La Mort est, dans l'univers Marvel, l’incarnation abstraite de la mort et de la fin de toute existence.
En tant qu'entité cosmique abstraite, elle possède un pouvoir et une connaissance presque infinis. Elle est omnisciente et omniprésente ; rien ne peut vraiment lui être dissimulé et elle est présente simultanément en un nombre infini de lieux. 
- En tant qu’entité abstraite, la Mort ne possède aucun corps physique[2]. Pour se manifester aux autres entités comme elle, elle doit utiliser un « Corps-M », issu de la dimension des Manifestations[2].
- Elle peut revêtir un nombre illimité d’apparences[2]. Ainsi, elle apparaît parfois comme une femme humanoïde, de manière à pouvoir être perçue par les êtres inférieurs.
- Elle possède un pouvoir complet sur la mort et peut donc tuer ou ressusciter les individus de son choix. Cependant, elle utilise rarement ce pouvoir et, en général, ne réclame les vies que lorsque l’heure de ces individus est venue, n’anticipant qu’exceptionnellement l'arrivée de cet instant[2].

Elle réside à l'intérieur d'une dimension alternative, une dimension de poche (en) connue sous le nom du Royaume de la Mort,. Au sein de cette dimension, se trouve le Puits de l’Infini, qui renferme toutes les connaissances de l’univers.

## Apparition dans d'autres médias

### Animation
- Le personnage apparait dans la série d'animation Silver Surfer, doublée par Lally Cadeau. Néanmoins, suite à des règles concernant le traitement de la mort dans les programmes de jeunesses de la chaîne Fox Kids, il a été renommé Lady Chaos.

### Univers cinématographique Marvel
- L'entité apparaît pour la première fois sur un mural dans le film Les Gardiens de la Galaxie (2014).
- Une statue de l'entité apparaît ensuite dans le film Thor: Love and Thunder (2022).
- L'entité apparaît sous sa forme physique pour la première fois dans la mini-série Agatha All Along (2024), interprété par Aubrey Plaza. Le personnage est également la toute première sorcière verte et une ancienne amante d'Agatha Harkness. Dans un premier temps, elle présente au reste du groupe sous le pseudonyme de Rio Vidal.